# Indice d'acide
L'indice d'acide (Ia) d'un lipide est la masse d'hydroxyde de potassium (KOH), exprimée en milligrammes, nécessaire pour neutraliser l'acidité libre contenue dans un gramme de corps gras. La teneur en acides libres des corps gras augmente avec le temps : l'indice d'acide permet donc de juger de leur état de détérioration.
Cet indice, contrairement à l'indice de saponification, est déterminé à froid.
Quand il est déterminé sur un acide gras pur, il permet de connaître sa masse molaire (donc sa structure).

## Application
Lorsque les corps gras deviennent rances, les triglycérides sont convertis en acides gras et en glycérol, ce qui provoque une augmentation de l'indice d'acide.

## Détermination
L'indice d'acide est déterminé par un dosage en retour. Le corps gras réagit avec un excès connu d'hydroxyde de potassium alcoolique. L'excès de KOH est alors dosé par une solution d'acide chlorhydrique. Le corps gras est mis en solution par un solvant organique neutre.

## Protocole
1- Titrage d'une solution de HCl, de concentration c voisine de 0,1 mol/l, par pesée de borax :
- peser exactement une masse approchée de 300 mg de borax (Mborax=381,37 g/mol) ;
- chauffer légèrement pour fondre le borax ;
- ajouter 20 ml d'eau plus 5 gouttes de vert de bromocrésol ;
- réaliser le dosage de la solution de HCl placée dans la burette jusqu'à avoir 2CHCl à 2CV (CV=0,01)[Quoi ?].

2- Dosage de la solution de corps gras
- 10 mL de solution de KOH éthanoïque de concentration voisine de 0,1 mol/l
- 10 mL de la solution de corps gras
- 2 gouttes de phénolphtaléine

3- Réalisation du témoin
- 10 mL de solution de KOH éthanoïque
- 10 mL d'éthanol (solvant organique)
- 2 gouttes de phénolphtaléine

### Matériel
- Béchers.
- Burette.
- Pipettes jaugées de 10 mL.

### Liquides
- Solution de KOH éthanoïque
- Solution titrée (c'est-à-dire de composition exactement connue) d'acide chlorhydrique.
- Phénolphtaléine.
- Éthanol.

### Étapes

#### Préparation de la solution de corps gras
Les corps gras étant insolubles dans l'eau (à température ambiante), il faut les dissoudre dans un solvant.
- Dans un bécher, peser une masse connue et voisine de 4 g d'échantillon.
- Ajouter 100 mL de solvant.
- Agiter pour dissoudre le corps gras.

#### Dosage en retour
- Dans un bécher, introduire 10 mL de solution de l'échantillon.
- Ajouter 10 mL de solution de KOH alcoolique.
- Ajouter 2 gouttes de phénolphtaléine.
- Doser l'excès de KOH par l'acide chlorhydrique en agitant constamment jusqu'au virage de l'indicateur à l'incolore.
- Faire deux essais.

#### Réalisation des témoins
La concentration de la solution de KOH alcoolique n'étant pas connue, elle est déterminée au moyen d'un témoin.
- Dans un bécher, introduire 10 mL de solution de KOH éthanoïque, 10 mL de solvant et 2 gouttes de phénolphtaléine.
- Titrer avec l'acide jusqu'au virage de l'indicateur à l'incolore.

## Équation des réactions
Le dosage avec échantillon est un dosage acide/base en retour, pour plus d'information se reporter à l'article sur le pH.
Réaction entre un acide gras (monoacide organique) et l'hydroxyde de potassium :
- l'acide gras libère un ion H+ qui est capté par un ion HO− (provenant de KOH) ;
- elle se déroule lors du dosage de l'excès de KOH dans la solution d'échantillon.

## Calculs

### Calcul de la concentration de la solution de KOH alcoolique
Une mole de HO− réagit avec une mole de H3O+ :
{\displaystyle n_{\mathrm {HO^{-}} }=n_{\mathrm {H_{3}O^{+}} }}
ou {\displaystyle c_{\text{KOH}}\times \mathrm {V} _{\text{KOH}}=c_{\text{HCl}}\times \mathrm {V} _{\text{HCl}}}
soit : {\displaystyle c_{\text{KOH}}={\frac {c_{\text{HCl}}\times \mathrm {V} _{\text{HCl}}}{\mathrm {V} _{\text{KOH}}}}}.

### Calcul de l'indice d'acide
{\displaystyle \mathrm {I_{a}} ={\frac {\mathrm {(V_{T}-V_{E})} \times c_{\text{HCl}}\times 56,1}{m}}}
avec :
- Ia : indice d'acide ;
- VT : volume de solution d'acide chlorhydrique utilisé pour le témoin, en L ;
- VE : volume de solution d'acide chlorhydrique utilisé pour l'échantillon, en L ;
- cHCl : concentration de la solution titrée d'acide chlorhydrique, en mol/l ;
- 56,1 : (g/mol) masse molaire de KOH ;
- m : masse de corps gras analysée, en g.

### Calcul de la masse molaire d'un acide gras
Si Ia est déterminé sur un acide gras pur, il permet de connaître sa masse molaire :
{\displaystyle {\rm {M_{AG}={\frac {56,1\times 10^{3}}{I_{a}}}\,}}}

## Sécurité et précisions
Ne rien jeter dans l'évier, les solvants organiques sont dangereux pour l'environnement. Manipuler les solvants sous hotte ventilée avec la protection adaptée (gants et lunettes de protection). Pour plus de détails sur la sécurité, se reporter à l'étiquetage des produits.
La solution d'acide gras peut être conservée pour la détermination de l'indice de saponification.

## Normes
L'indice d'acide peut être déterminé suivant la norme NF EN ISO 660.